# Černá Hora (Bělá nad Radbuzou)
Černá Hora je malá vesnice, část města Bělá nad Radbuzou v okrese Domažlice v Plzeňském kraji. Nachází se tři kilometry severovýchodně od Bělé nad Radbuzou. Černá Hora leží v katastrálním území Černá Hora u Bělé nad Radbuzou o rozloze 4,98 km².

## Historie
První písemná zmínka o vesnici pochází z roku 1407.

## Obyvatelstvo
| Rok            | 1869 | 1880 | 1890 | 1900 | 1910 | 1921 | 1930 | 1950 | 1961 | 1970 | 1980 | 1991 | 2001 | 2011 | 2021 |
| -------------- | ---- | ---- | ---- | ---- | ---- | ---- | ---- | ---- | ---- | ---- | ---- | ---- | ---- | ---- | ---- |
| Počet obyvatel | 132  | 126  | 125  | 119  | 121  | 117  | 121  | 47   | 28   | 7    | 0    | 0    | 0    | 7    | 7    |
| Počet domů     | 21   | 21   | 23   | 23   | 22   | 23   | 22   | 8    | 8    | 2    | 0    | 0    | 0    | 1    | 1    |

## Obecní správa
Při sčítání lidu v letech 1850–1877 Černá Hora byla osadou obce Čečín v okrese Horšův Týn.
V letech 1878–1959 byla samostatnou obcí v okrese Horšovský Týn (v letech 1878–1910 Horšův Týn). Od roku 1960 je částí města Bělá nad Radbuzou v okrese Domažlice.

## Další fotografie

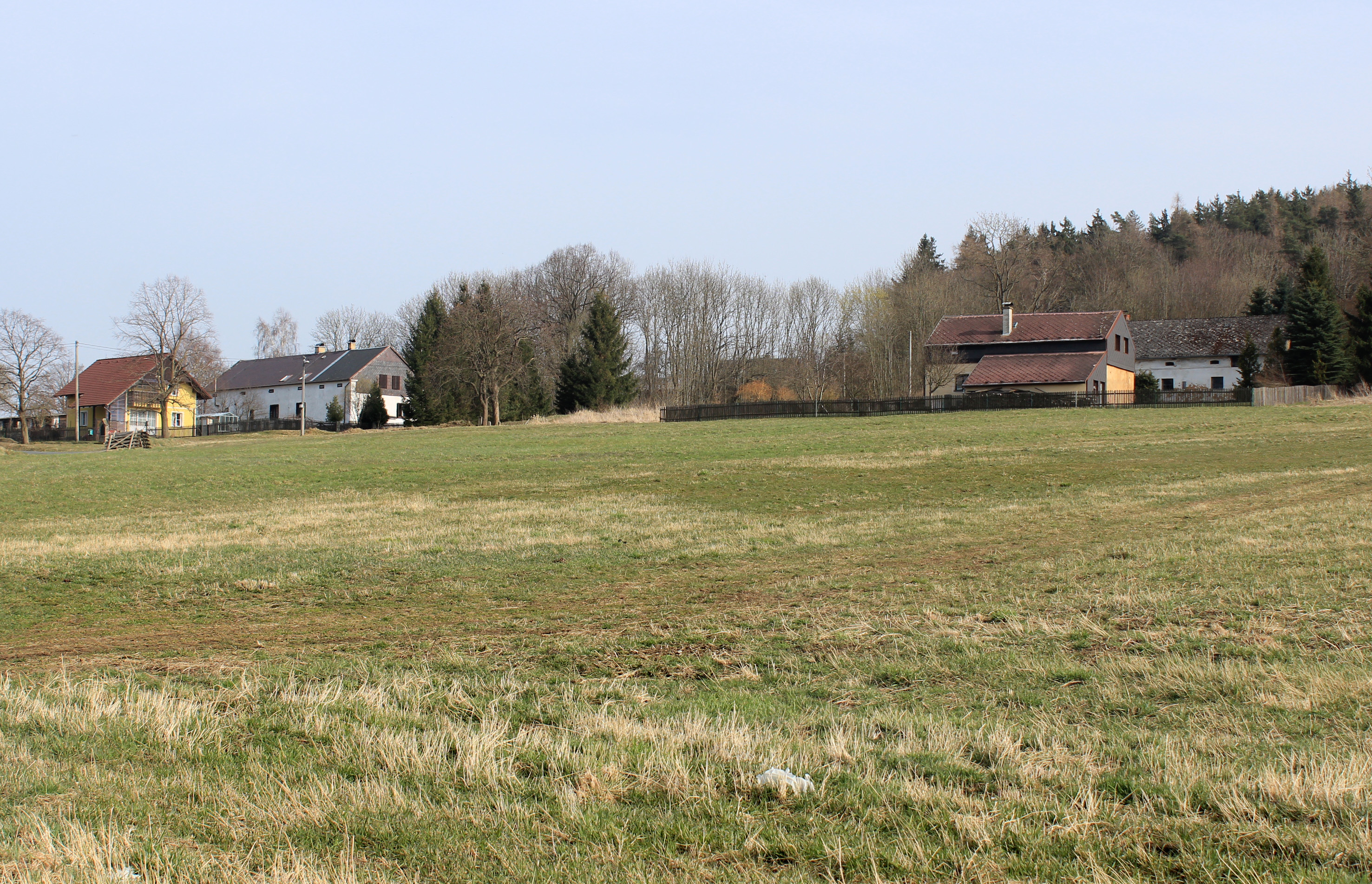
Vesnice od jihu
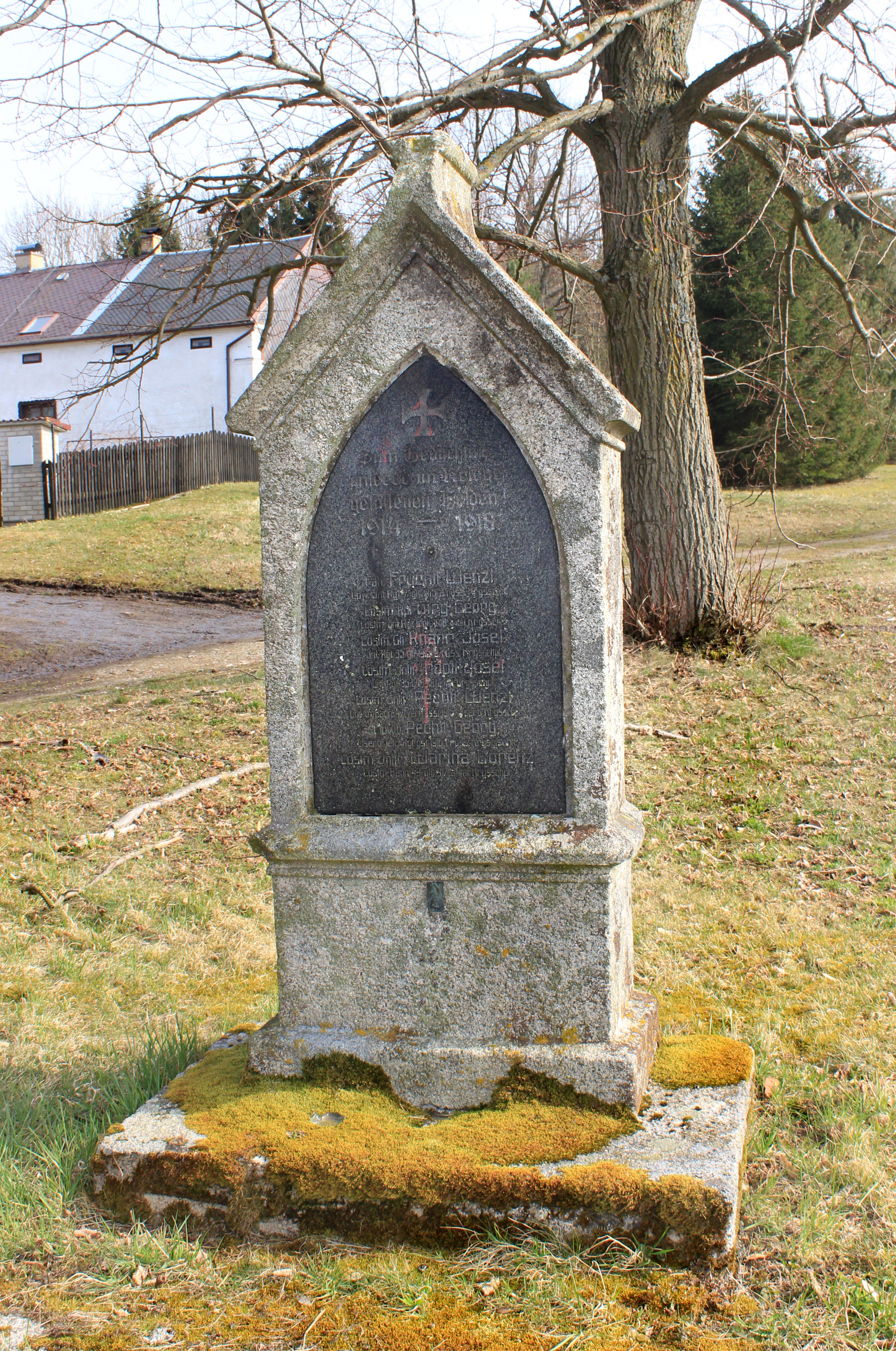
Obnovený památník obětem první světové války